# Солнечногорский район

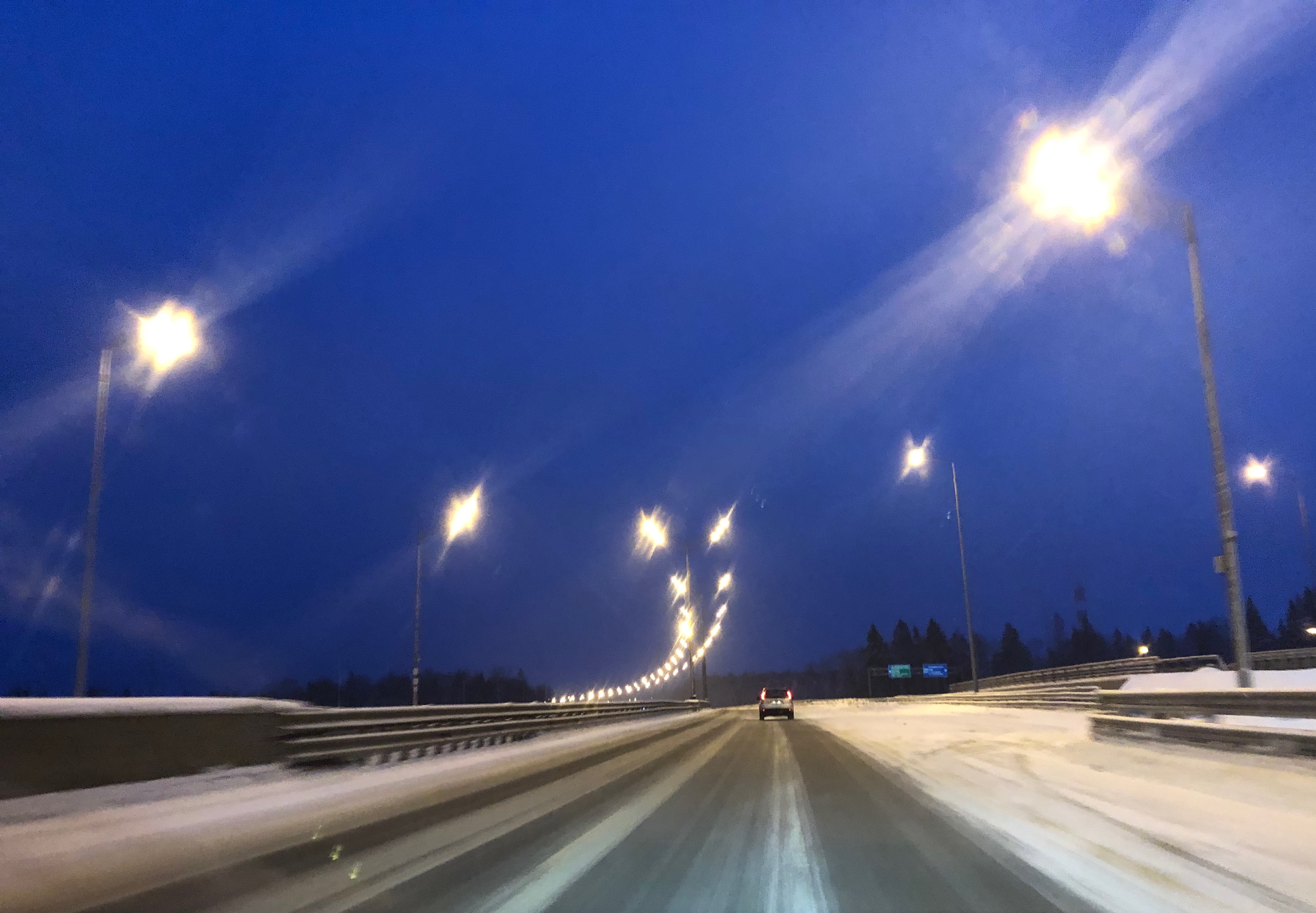
M11

Солнечного́рский райо́н — упразднённая административно-территориальная единица (район) в Московской области РСФСР и современной России (1929—1957, 1960—1963, 1965—2019). В границах района с 2005 до 2019 гг. существовал одноимённый муниципальный район (с 2019 года — городской округ Солнечногорск).
Административный центр — город Солнечногорск, который как город областного подчинения в 1960—2001 гг. не входил в состав района.

## География

Солнечногорский район в границах 1939 года

Район граничил с Клинским, Истринским, Красногорским и Дмитровским районами, а также городами Химки и Лобня Московской области и с Зеленоградом города Москвы. Площадь территории района на момент его упразднения составляла 1085,07 км².

## История
Солнечногорский район был образован 12 июля 1929 года в составе Московского округа Московской области. В его состав вошли рабочий посёлок Солнечногорский, а также следующие сельсоветы бывшей Московской губернии:
- из Клинского уезда:
  - из Вертлинской волости: Вертлинский, Воробьёвский, Мерзловский, Мостовский, Мошницкий, Муравьёвский, Тимоновский, Фединский
  - из Давыдковской волости: Головковский
  - из Соголевской волости: Таракановский (селения Бородино, Починки, Тараканово, Фоминское и Яркино)
  - из Солнечногорской волости: Гришенский, Мелечкинский, Новинский, Обуховский, Солнечногорский, Спас-Слободский, Субботинский, Шапкинский
  - из Спас-Нудольской волости: Поджигородовский
  - из Троицкой волости: Горковский, Логиновский, Хохловский, Щекинский
- из Бедняковской волости Московского уезда: Дудкинский, Есиповский, Литвиновский, Пешковский, Поваровский, Радумльский, Рождественский (селения Векшино, Дмитровка и Рождествено), Хоругвинский
- из Пятницкой волости Воскресенского уезда: Алексеевский, Белавинский, Бережковский, Верхуртовский, Карцевский, Лопотовский, Новоселовский, Пятницкий, Соколовский, Тимофеевский, Якунинский.

20 мая 1930 года из Солнечногорского района в Коммунистический был передан Рождественский сельсовет (при этом он был упразднён, территория (селения Векшино, Дмитровка и Рождествено) передана в Рождественский с/с), а в Воскресенский район — Новоселовский сельсовет. Одновременно из Дмитровского района в Солнечногорский были переданы Лукьяновский (селения Головино, Лукьяново и Шулепниково) и Чепринский (селения Глухово, Костино, Титово, Фофаново и Чеприно) сельсоветы. Из Селивановского с/с Дмитровского района в Лукьяновский с/с Солнечногорского района было передано селение Селиваново.
27 сентября 1932 года из Сходненского района в Солнечногорский были переданы дачные посёлки Сходня и Крюково и сельсоветы Алабушевский, Андреевский, Бреховский, Горетовский, Джунковский, Дурыкинский, Жилинский, Исаковский, Кутузовский, Лигачевский (селения Лигачёво, Лугинино, Середниково и посёлок санатория «Мцыри»), Лыткинский, Льяловский, Молжаниновский, Назарьевский, Подолинский, Поярковский, Ржавский, Савелковский, Стародальневский, Усковский (селения Голиково, Морщихино и Усково), Филинский, Черкизовский и Черногряжский (при этом Жилинский сельсовет был упразднён). Одновременно из Солнечногорского района Верхуртовский, Карцевский и Якунинский сельсоветы были переданы в Истринский район, Поджигородовский сельсовет — в Ново-Петровский район, а Хохловский и Щекинский сельсоветы — в Клинский район.
10 августа 1934 года был упразднён Тимофеевский сельсовет.
13 мая 1935 года из Коммунистического района в Солнечногорский были переданы Мышецкий (селения Владычино и Мышецкое) и Чашниковский (селения Жигалово, Лунёво, Носово, Перепечино, Чашниково и Шемякино) сельсоветы.
3 ноября 1938 года был образован д.п. Фирсановка. 11 ноября д.п. Крюково и Сходня были преобразованы в рабочие посёлки. 13 декабря р.п. Солнечногорский был преобразован в город Солнечногорск.
4 января 1939 года Исаковский, Мышецкий, Поярковский и Чашниковский сельсоветы были переданы Краснополянскому району, а Лукьяновский (селения Головино, Лукьяново, Селиваново и Шулепниково) и Чепринский (селения Глухово, Костино, Титово, Фофаново и Чеприно) сельсоветы — Коммунистическому району. 17 июля были упразднены Воробьевский (территория передана в Мерзловский с/с), Головковский, Горковский, Гришенский, Джунковский, Лигачевский (территория (селения Лигачёво, Лугинино, Середниково и посёлок санатория «Мцыри») была передана в Подолинский с/с), Назарьевский, Новинский, Пятницкий, Савелковский, Фединский, Хоругвинский и Шапкинский сельсоветы. Из Андреевского с/с в Алабушевский было передано селение Александровка.
28 мая 1940 года в новый Химкинский район были переданы р.п. Крюково и Сходня, д.п. Фирсановка, сельсоветы Алабушевский, Андреевский, Бреховский, Горетовский, Кутузовский, Молжаниновский, Подолинский, Ржавский, Усковский (селения Голиково, Морщихино и Усково), Филинский, Черкизовский и Черногряжский.
4 января 1952 года из Мерзловского с/с в Вертлинский было передано селение Новое.
14 июня 1954 года были упразднены Алексеевский (территория передана в Белавинский с/с), Дудкинский (территория передана в Рахмановский с/с), Дурыкинский (территория передана в Кировский с/с), Есиповский (территория передана в Пешковский с/с), Логиновский (территория передана в Рахмановский с/с), Лопотовский (территория передана в Куриловский с/с), Лыткинский (территория передана в Соколовский с/с), Льяловский (территория передана в Кировский с/с), Мелечкинский (территория передана в Куриловский с/с), Мерзловский (территория передана в Вертлинский с/с), Мостовский (территория передана в Елизаровский с/с), Муравьевский (территория передана в Мошницкий с/с), Радумльский (территория передана в Кировский с/с), Стародальневский (территория передана в Литвиновский с/с), Субботинский (территория передана в Обуховский с/с) и Тимонинский (территория передана в Елизаровский с/с) сельсоветы. Образованы Елизаровский (путём объединения Мостовского и Тимоновского с/с), Кировский (путём объединения Дурыкинского, Льяловского и Радумльского с/с), Куриловский (путём объединения Лопотовского и Мелечкинского с/с) и Рахмановский (путём объединения Дудкинского и Логиновского с/с) сельсоветы.
7 декабря 1957 года Солнечногорский район был упразднён, а его территория передана в Химкинский район.
28 июля 1960 года Химкинский район переименован в Солнечногорский, центром района утвержден город Солнечногорск, при этом город Солнечногорск отнесен к категории городов областного подчинения.
В состав района вошли р.п. Красная Поляна, Крюково, Лобня, Некрасовский и Сходня; д.п. Луговая и Фирсановка; сельсоветы Алабушевский, Андреевский, Белавинский, Белорастовский, Бережковский, Вертлинский, Габовский, Елизаровский, Каменский, Киовский, Кировский, Куриловский, Кутузовский, Мошницкий, Обуховский, Пешковский, Поваровский, Подолинский, Поярковский, Рахмановский, Ржавский, Соколовский, Солнечногорский, Спас-Слободский, Таракановский, Чашниковский и Юрловский. 30 сентября были упразднены Алабушевский, Киовский, Куриловский, Поваровский, Чашниковский и Юрловский сельсоветы. Образованы д.п. Алабушево и Поварово. Ржавский сельсовет был переименован в Искровский, а Бережковский — в Пятницкий.
5 сентября 1961 года р.п. Лобня и Сходня были преобразованы в города.
31 июля 1962 года был упразднён Спас-Слободский сельсовет.
1 февраля 1963 года Солнечногорский район был упразднён. При этом д.п. Алабушево и Фирсановка, р.п. Крюково, город Сходня были переданы в подчинение Химкам, д.п. Луговая, р.п. Красная Поляна, город Лобня — в подчинение Долгопрудному, д.п. Поварово — в подчинение Солнечногорску, р.п. Некрасовский — в подчинение Дмитрову, Андреевский, Белавинский, Вертлинский, Елизаровский, Искровский, Кировский, Кутузовский, Мошницкий, Обуховский, Пешковский, Подолинский, Поярковский, Пятницкий, Рахмановский, Соколовский, Солнечногорский и Таракановский сельсоветы вошли в Солнечногорский укрупнённый сельский район, а Белорастовский, Габовский и Каменский с/с — в Дмитровский укрупнённый сельский район.
13 января 1965 года Указом Президиума Верховного совета РСФСР Солнечногорский сельский район преобразован в Солнечногорский район. В его состав вошли р.п. Крюково, д.п. Алабушево и Поварово, сельсоветы Андреевский, Белавинский, Вертлинский, Елизаровский, Искровский, Кировский, Кутузовский, Мошницкий, Обуховский, Пешковский, Подолинский, Пятницкий, Рахмановский, Соколовский, Солнечногорский и Таракановский. 17 августа был образован р.п. Менделеево (выведен из подчинения рабочего посёлка Крюково).
28 ноября 1967 года из Вертлинского с/с в Таракановский было переданы селения Бедово, Воробьёво, Мерзлово, Носово, Новый Стан и посёлок ГЭС.
16 марта 1971 года из Подолинского с/с Солнечногорского района в подчинение городу Сходня Химкинского района были переданы селения Морщихино, Саврасово и Усково.
2 декабря 1972 года был упразднён Елизаровский сельсовет (территория передана в Таракановский с/с).
14 февраля 1974 года был упразднён Белавинский сельсовет.
8 июля 1975 года из Андреевского с/с в черту рабочего посёлка Крюково были переданы селения Александровка, Михайловка-Горка и Михайловка.
2 декабря 1976 года были упразднены Рахмановский и Таракановский (территория передана в Вертлинский с/с) сельсоветы.
28 марта 1977 года на базе жилого посёлка ВНИИ стеклопластиков Андреевского с/с был образован посёлок Андреевка.
11 февраля 1987 года Указом Президиума Верховного совета РСФСР в административное подчинение Московскому городскому Совету народных депутатов переданы следующие населенные пункты Солнечногорского района Московской области согласно представленной карте и описанию границы передаваемой территории: северо-восточную часть дачного поселка Алабушево (между Октябрьской железной дорогой и городом Зеленоградом), рабочий поселок Крюково с числящимися за ним жилыми домами Крюковского лесничества, поселок Малино с числящимися за ним жилыми домами, деревни Александровка, Кутузово, Михайловка, Новомалино, Рожки с территорией общей площадью 1330 га (в том числе 70 га — полоса отвода Октябрьской железной дороги).
23 июня 1988 года были упразднены деревни: Носово Вертлинского с/с.
3 февраля 1994 года сельсоветы были преобразованы в сельские округа.
23 апреля 1997 года был образован Ржавский сельский округ.
1 февраля 2001 года Законом Московской области от 17 января 2001 года № 12/2001-ОЗ город Солнечногорск утратил статус города областного подчинения.
17 мая 2004 года из Вертлинского с/о в черту города Солнечногорская был передан посёлок Дома отдыха и творчества-1.
13 сентября 2004 года д.п. Алабушево был преобразован в сельский населённый пункт (включён в состав Андреевского с/о). 14 сентября был образован р.п. Ржавки, а Ржавский с/о упразднён. 29 сентября образован р.п. Андреевка (выведен из Андреевского с/о).
17 июля 2010 года из подчинения города Яхрома Дмитровского района в подчинение городу Солнечногорск Солнечногорского района была передана деревня Раково.
9 января 2019 года все городские и сельские поселения Солнечногорского муниципального района были объединены в новое единое муниципальное образование городской округ Солнечногорск.
9 апреля 2019 года вместо упразднённого Солнечногорского района как административно-территориальной единицы области образован город областного подчинения Солнечногорск с административной территорией.

## Население
| 1931     | 1939     | 1970     | 1979     | 1989     | 2002     | 2006     | 2009     | 2010     |
| -------- | -------- | -------- | -------- | -------- | -------- | -------- | -------- | -------- |
| 33 076   | ↗95 192  | ↗95 747  | ↘78 431  | ↘71 832  | ↗124 369 | ↘124 220 | ↘123 585 | ↗128 580 |
| 2011     | 2012     | 2013     | 2014     | 2015     | 2016     | 2017     | 2018     | 2019     |
| ↗131 459 | →131 459 | ↗132 744 | ↗134 269 | ↗136 728 | ↗138 764 | ↗141 703 | ↗143 384 | ↗146 375 |

### Национальный состав
По итогам переписи населения 2020 года проживали следующие национальности (национальности менее 0,1 % и другое, см. в сноске к строке «Другие»):
| Национальность | Численность, чел. | Доля     |
| -------------- | ----------------- | -------- |
| Русские        | 122 737           | 81,40 %  |
| Армяне         | 1503              | 1,00 %   |
| Украинцы       | 1164              | 0,77 %   |
| Татары         | 735               | 0,49 %   |
| Узбеки         | 526               | 0,35 %   |
| Таджики        | 451               | 0,30 %   |
| Белорусы       | 315               | 0,21 %   |
| Молдаване      | 290               | 0,19 %   |
| Азербайджанцы  | 250               | 0,17 %   |
| Другие         | 22 804            | 15,12 %  |
| Итого          | 150 775           | 100,00 % |

## Территориальное устройство
Солнечногорский район c 2001 до 2003 гг. включал 1 город районного подчинения (Солнечногорск), 3 посёлка городского типа (Андреевка, Менделеево, Поварово) и 11 сельских округов: Андреевский, Вертлинский, Искровский, Кировский, Кутузовский, Мошницкий, Обуховский, Пешковский, Подолинский, Пятницкий, Ржавский, Соколовский, Солнечногорский.
С 2003 до 2006 гг. количество сельских округов сократилось до 10, а число пгт увеличилось до 4: Ржавский сельский округ был упразднён, а составлявшие его посёлок Ржавки и деревня Новые Ржавки были объединены в новый пгт (рабочий посёлок) Ржавки.
Город Солнечногорск с 1960 до 2001 гг. как город областного подчинения не входил в состав района.
В Солнечногорский муниципальный район с 1 января 2006 до 9 января 2019 гг. входило 11 муниципальных образований, в том числе 5 городских и 6 сельских поселений.
| №        | Бывшее муниципальное образование | Административный центр     | Количество населённых пунктов | Население | Площадь , км2 |
| -------- | -------------------------------- | -------------------------- | ----------------------------- | --------- | ------------- |
| 1e-06    | Городские поселения:             |                            |                               |           |               |
| 1        | Андреевка                        | рабочий посёлок Андреевка  | 9                             | ↗19 497   | 64,21         |
| 2        | Менделеево                       | рабочий посёлок Менделеево | 3                             | ↗8108     | 8,03          |
| 3        | Поварово                         | рабочий посёлок Поварово   | 10                            | ↗9045     | 51,61         |
| 4        | Ржавки                           | рабочий посёлок Ржавки     | 1                             | ↘4562     | 7,30          |
| 5        | Солнечногорск                    | город Солнечногорск        | 26                            | ↗58 861   | 281,61        |
| 5.000002 | Сельские поселения:              |                            |                               |           |               |
| 6        | Кривцовское                      | деревня Кривцово           | 31                            | ↗5676     | 125,62        |
| 7        | Кутузовское                      | деревня Брёхово            | 16                            | ↗10 225   | 52,88         |
| 8        | Лунёвское                        | посёлок Лунёво             | 21                            | ↗7723     | 95,72         |
| 9        | Пешковское                       | деревня Пешки              | 31                            | ↗12 332   | 182,25        |
| 10       | Смирновское                      | посёлок Смирновка          | 27                            | ↗3695     | 134,60        |
| 11       | Соколовское                      | деревня Новая              | 23                            | ↗6393     | 128,74        |

9 января 2019 г. все городские и сельские поселения вместе с муниципальным районом были упразднены и объединены в городской округ Солнечногорск.

## Населённые пункты
В Солнечногорский район на 2019 год входили 199 населённых пунктов: 1 город, 3 рабочих посёлка, 1 дачный посёлок, 19 посёлков, 6 сёл и 169 деревень. Ранее они входили в состав пяти городских и шести сельских поселений.
| №   | Населённый пункт                         | Тип             | Население | Муниципальное образование         |
| --- | ---------------------------------------- | --------------- | --------- | --------------------------------- |
| 1   | Алабушево                                | село            | ↗3170     | городское поселение Андреевка     |
| 2   | Алексеевское                             | деревня         | ↘43       | сельское поселение Соколовское    |
| 3   | Андреевка                                | рабочий посёлок | ↗10 442   | городское поселение Андреевка     |
| 4   | Бакеево                                  | деревня         | ↗64       | городское поселение Андреевка     |
| 5   | Баранцево                                | деревня         | ↗52       | городское поселение Андреевка     |
| 6   | Барское-Мелечкино                        | деревня         | ↗27       | сельское поселение Кривцовское    |
| 7   | Бедово                                   | деревня         | →4        | городское поселение Солнечногорск |
| 8   | Безверхово                               | деревня         | ↗8        | сельское поселение Пешковское     |
| 9   | Белавино                                 | деревня         | ↘0        | городское поселение Поварово      |
| 10  | Бережки                                  | деревня         | ↘107      | сельское поселение Соколовское    |
| 11  | Берёзки                                  | посёлок         | ↘54       | городское поселение Поварово      |
| 12  | Берсеневка                               | деревня         | ↗110      | сельское поселение Пешковское     |
| 13  | Благовещенка                             | деревня         | ↘63       | сельское поселение Кутузовское    |
| 14  | Болдино                                  | деревня         | →0        | сельское поселение Смирновское    |
| 15  | Болкашино                                | деревня         | ↘7        | сельское поселение Пешковское     |
| 16  | Большаково                               | деревня         | ↗42       | сельское поселение Кутузовское    |
| 17  | Бородино                                 | деревня         | →0        | сельское поселение Смирновское    |
| 18  | Брёхово                                  | деревня         | ↗5901     | сельское поселение Кутузовское    |
| 19  | Бунтеиха                                 | деревня         | ↘2        | сельское поселение Пешковское     |
| 20  | Бухарово                                 | деревня         | →4        | сельское поселение Пешковское     |
| 21  | Васюково                                 | деревня         | ↘0        | сельское поселение Соколовское    |
| 22  | Вельево                                  | деревня         | →1        | городское поселение Солнечногорск |
| 23  | Веревское                                | деревня         | ↗8        | сельское поселение Лунёвское      |
| 24  | Вертлино                                 | деревня         | ↗127      | сельское поселение Смирновское    |
| 25  | Верхнеклязьминского лесничества          | посёлок         | ↘14       | сельское поселение Пешковское     |
| 26  | Владычино                                | деревня         | ↗37       | сельское поселение Лунёвское      |
| 27  | Воробьёво                                | деревня         | ↗6        | сельское поселение Смирновское    |
| 28  | Гигирёво                                 | деревня         | ↗2        | городское поселение Солнечногорск |
| 29  | Глазово                                  | деревня         | →29       | сельское поселение Пешковское     |
| 30  | Голиково                                 | деревня         | ↗292      | сельское поселение Кутузовское    |
| 31  | Головково                                | деревня         | ↗80       | сельское поселение Смирновское    |
| 32  | Голубое                                  | деревня         | ↗8039     | городское поселение Андреевка     |
| 33  | Гончары                                  | деревня         | ↘18       | сельское поселение Пешковское     |
| 34  | Горетовка                                | деревня         | ↗59       | городское поселение Андреевка     |
| 35  | Горки                                    | деревня         | ↗24       | сельское поселение Кривцовское    |
| 36  | Гудино                                   | деревня         | →1        | сельское поселение Смирновское    |
| 37  | Дома отдыха «Владимира Ильича»           | посёлок         | ↘184      | городское поселение Солнечногорск |
| 38  | Дубинино                                 | деревня         | ↗51       | городское поселение Солнечногорск |
| 39  | Дубровки                                 | деревня         | ↗27       | сельское поселение Лунёвское      |
| 40  | Дубровки                                 | село            | →1        | сельское поселение Смирновское    |
| 41  | Дудкино                                  | деревня         | ↗10       | городское поселение Поварово      |
| 42  | Дулепово                                 | деревня         | ↘11       | сельское поселение Смирновское    |
| 43  | Дурыкино                                 | деревня         | ↗148      | сельское поселение Пешковское     |
| 44  | Елизарово                                | деревня         | ↗31       | сельское поселение Кривцовское    |
| 45  | Елино                                    | деревня         | ↗64       | сельское поселение Лунёвское      |
| 46  | Ермолино                                 | деревня         | ↗143      | сельское поселение Кривцовское    |
| 47  | Есипово                                  | деревня         | ↘73       | сельское поселение Пешковское     |
| 48  | Жаворонки                                | деревня         | ↗70       | сельское поселение Кутузовское    |
| 49  | Жигалово                                 | деревня         | ↗22       | сельское поселение Лунёвское      |
| 50  | Жилино                                   | посёлок         | ↗109      | городское поселение Андреевка     |
| 51  | Жилино                                   | деревня         | ↘44       | городское поселение Андреевка     |
| 52  | Жилино                                   | село            | ↗29       | сельское поселение Лунёвское      |
| 53  | Жуково                                   | посёлок         | ↘1104     | сельское поселение Пешковское     |
| 54  | Жуково                                   | деревня         | ↘0        | сельское поселение Соколовское    |
| 55  | Загорье                                  | деревня         | ↗19       | городское поселение Солнечногорск |
| 56  | Задорино                                 | деревня         | ↗14       | городское поселение Поварово      |
| 57  | Замятино                                 | деревня         | ↘578      | сельское поселение Кривцовское    |
| 58  | Заовражье                                | деревня         | ↘0        | городское поселение Солнечногорск |
| 59  | Захарьино                                | деревня         | ↘0        | городское поселение Солнечногорск |
| 60  | Зеленино                                 | деревня         | ↗4        | городское поселение Солнечногорск |
| 61  | Исаково                                  | деревня         | ↗137      | сельское поселение Лунёвское      |
| 62  | Исаково                                  | село            | ↘10       | сельское поселение Соколовское    |
| 63  | Карпово                                  | деревня         | ↗47       | городское поселение Солнечногорск |
| 64  | Квашнино                                 | деревня         | ↘0        | сельское поселение Кривцовское    |
| 65  | Климово                                  | деревня         | ↗21       | сельское поселение Кривцовское    |
| 66  | Клочково                                 | деревня         | ↘0        | городское поселение Поварово      |
| 67  | Клушино                                  | деревня         | ↗39       | сельское поселение Лунёвское      |
| 68  | Козино                                   | деревня         | ↗142      | сельское поселение Смирновское    |
| 69  | Колтышево                                | деревня         | ↘89       | сельское поселение Кривцовское    |
| 70  | Коньково                                 | деревня         | ↗35       | сельское поселение Кривцовское    |
| 71  | Коськово                                 | деревня         | ↗40       | сельское поселение Смирновское    |
| 72  | Кочугино                                 | деревня         | ↗13       | сельское поселение Пешковское     |
| 73  | Красный Воин                             | посёлок         | ↗6        | городское поселение Менделеево    |
| 74  | Кривцово                                 | деревня         | ↘2063     | сельское поселение Кривцовское    |
| 75  | Курилово                                 | деревня         | ↗14       | сельское поселение Соколовское    |
| 76  | Лаптево                                  | деревня         | ↗18       | сельское поселение Смирновское    |
| 77  | Леонидово                                | деревня         | →0        | сельское поселение Смирновское    |
| 78  | Лесное Озеро                             | посёлок         | ↘625      | сельское поселение Соколовское    |
| 79  | Лигачёво                                 | деревня         | ↗175      | сельское поселение Кутузовское    |
| 80  | Липуниха                                 | деревня         | ↘55       | сельское поселение Пешковское     |
| 81  | Литвиново                                | деревня         | ↘12       | сельское поселение Пешковское     |
| 82  | Логиново                                 | деревня         | ↗38       | сельское поселение Кривцовское    |
| 83  | Ложки                                    | деревня         | ↗2141     | сельское поселение Пешковское     |
| 84  | Лопотово                                 | деревня         | ↘131      | сельское поселение Соколовское    |
| 85  | Лугинино                                 | деревня         | ↗100      | сельское поселение Кутузовское    |
| 86  | Лунёво                                   | деревня         | ↘43       | сельское поселение Лунёвское      |
| 87  | Лунёво                                   | посёлок         | ↘3412     | сельское поселение Лунёвское      |
| 88  | Лыткино                                  | деревня         | ↘322      | сельское поселение Соколовское    |
| 89  | Льялово                                  | деревня         | ↘837      | городское поселение Менделеево    |
| 90  | Майдарово                                | посёлок         | ↘1251     | сельское поселение Пешковское     |
| 91  | Малые Снопы                              | деревня         | →0        | сельское поселение Соколовское    |
| 92  | Марьино                                  | деревня         | ↗565      | сельское поселение Соколовское    |
| 93  | Маслово                                  | деревня         | ↗11       | сельское поселение Соколовское    |
| 94  | Меленки                                  | деревня         | ↗73       | сельское поселение Кривцовское    |
| 95  | Мелечкино                                | деревня         | ↗25       | сельское поселение Соколовское    |
| 96  | Менделеево                               | рабочий посёлок | ↘6237     | городское поселение Менделеево    |
| 97  | Мерзлово                                 | деревня         | ↗8        | сельское поселение Смирновское    |
| 98  | Миронцево                                | деревня         | ↗1991     | сельское поселение Соколовское    |
| 99  | Михайловка                               | деревня         | ↘6        | городское поселение Поварово      |
| 100 | Мостки                                   | деревня         | ↘0        | городское поселение Солнечногорск |
| 101 | Мошницы                                  | деревня         | ↗109      | сельское поселение Смирновское    |
| 102 | Муравьёво                                | деревня         | →1        | сельское поселение Смирновское    |
| 103 | Мышецкое                                 | деревня         | ↗183      | сельское поселение Лунёвское      |
| 104 | Никифорово                               | деревня         | ↘2        | сельское поселение Пешковское     |
| 105 | Николо-Черкизово                         | деревня         | ↗84       | сельское поселение Кутузовское    |
| 106 | Никольское                               | деревня         | ↗10       | сельское поселение Пешковское     |
| 107 | Никулино                                 | деревня         | 532       | сельское поселение Кривцовское    |
| 108 | Новая                                    | деревня         | ↘854      | сельское поселение Соколовское    |
| 109 | Новинки                                  | село            | ↗6        | городское поселение Поварово      |
| 110 | Новинки                                  | деревня         | ↗30       | сельское поселение Кривцовское    |
| 111 | Новое                                    | деревня         | ↗76       | сельское поселение Смирновское    |
| 112 | Новый Стан                               | деревня         | ↗3        | сельское поселение Смирновское    |
| 113 | Носово                                   | деревня         | ↗258      | сельское поселение Лунёвское      |
| 114 | Обухово                                  | деревня         | ↗112      | сельское поселение Кривцовское    |
| 115 | Общественник                             | деревня         | ↗71       | городское поселение Андреевка     |
| 116 | Овсянниково                              | деревня         | ↘0        | сельское поселение Пешковское     |
| 117 | Ожогино                                  | деревня         | ↗1062     | сельское поселение Кривцовское    |
| 118 | Осинки                                   | деревня         | →6        | сельское поселение Смирновское    |
| 119 | Осипово                                  | деревня         | ↘28       | городское поселение Солнечногорск |
| 120 | Парфёново                                | деревня         | ↘29       | сельское поселение Пешковское     |
| 121 | Паршино                                  | деревня         | →0        | сельское поселение Лунёвское      |
| 122 | Перепечино                               | деревня         | ↗49       | сельское поселение Лунёвское      |
| 123 | Пешки                                    | деревня         | ↘1063     | сельское поселение Пешковское     |
| 124 | Пикино                                   | деревня         | ↗159      | сельское поселение Лунёвское      |
| 125 | Повадино                                 | деревня         | ↗4        | сельское поселение Соколовское    |
| 126 | Поваровка                                | посёлок         | ↗42       | городское поселение Поварово      |
| 127 | Поварово                                 | дачный посёлок  | ↗8470     | городское поселение Поварово      |
| 128 | Погорелово                               | деревня         | ↗102      | сельское поселение Кривцовское    |
| 129 | Подолино                                 | деревня         | ↗3410     | сельское поселение Кутузовское    |
| 130 | Подсобное хозяйство санатория им. Артёма | посёлок         | ↘49       | сельское поселение Лунёвское      |
| 131 | Покров                                   | деревня         | ↗11       | сельское поселение Лунёвское      |
| 132 | Полежайки                                | деревня         | ↘100      | сельское поселение Соколовское    |
| 133 | Поповка                                  | деревня         | ↘2        | сельское поселение Кривцовское    |
| 134 | Похлебайки                               | деревня         | ↗6        | сельское поселение Соколовское    |
| 135 | Починки                                  | деревня         | ↗4        | сельское поселение Смирновское    |
| 136 | Поярково                                 | деревня         | ↗522      | сельское поселение Лунёвское      |
| 137 | Пятница                                  | деревня         | ↗258      | сельское поселение Соколовское    |
| 138 | Радищево                                 | посёлок         | ↗40       | сельское поселение Пешковское     |
| 139 | Радумля                                  | деревня         | ↗3153     | сельское поселение Пешковское     |
| 140 | Раково                                   | деревня         | ↘0        | городское поселение Солнечногорск |
| 141 | Рахманово                                | деревня         | ↗15       | сельское поселение Кривцовское    |
| 142 | Редино                                   | деревня         | ↗2625     | городское поселение Солнечногорск |
| 143 | Рекино-Кресты                            | деревня         | ↗35       | городское поселение Солнечногорск |
| 144 | Ржавки                                   | рабочий посёлок | ↘4562     | городское поселение Ржавки        |
| 145 | Ростовцево                               | деревня         | ↗18       | городское поселение Поварово      |
| 146 | Рузино                                   | деревня         | ↗164      | сельское поселение Кутузовское    |
| 147 | Рыгино                                   | деревня         | →0        | городское поселение Солнечногорск |
| 148 | Савельево                                | деревня         | ↗30       | сельское поселение Пешковское     |
| 149 | Санатория Министерства Обороны           | посёлок         | ↗1652     | городское поселение Солнечногорск |
| 150 | Санатория «Мцыри»                        | посёлок         | ↘329      | сельское поселение Кутузовское    |
| 151 | Санатория «Энергия»                      | посёлок         | ↘148      | сельское поселение Кутузовское    |
| 152 | Сверчково                                | деревня         | →25       | сельское поселение Кривцовское    |
| 153 | Селищево                                 | деревня         | ↗4        | сельское поселение Кривцовское    |
| 154 | Сенеж                                    | посёлок         | ↗422      | городское поселение Солнечногорск |
| 155 | Сергеевка                                | деревня         | ↗17       | сельское поселение Смирновское    |
| 156 | Середниково                              | деревня         | ↗27       | сельское поселение Кутузовское    |
| 157 | Скородумки                               | деревня         | ↗29       | городское поселение Солнечногорск |
| 158 | Смирновка                                | посёлок         | ↗1588     | сельское поселение Смирновское    |
| 159 | Снопово                                  | деревня         | ↘9        | городское поселение Солнечногорск |
| 160 | Соколово                                 | деревня         | ↘343      | сельское поселение Соколовское    |
| 161 | Солнечногорск                            | город           | ↘47 514   | городское поселение Солнечногорск |
| 162 | Соскино                                  | деревня         | ↗3        | сельское поселение Кривцовское    |
| 163 | Стародальня                              | деревня         | ↗5        | сельское поселение Пешковское     |
| 164 | Стегачёво                                | деревня         | ↘19       | сельское поселение Кривцовское    |
| 165 | Стрелино                                 | деревня         | ↗238      | сельское поселение Кривцовское    |
| 166 | Субботино                                | деревня         | ↗11       | сельское поселение Кривцовское    |
| 167 | Судниково                                | деревня         | ↘15       | сельское поселение Соколовское    |
| 168 | Сырково                                  | деревня         | ↗18       | сельское поселение Кривцовское    |
| 169 | Талаево                                  | деревня         | ↘15       | городское поселение Солнечногорск |
| 170 | Тараканово                               | деревня         | ↘106      | сельское поселение Смирновское    |
| 171 | Татищево                                 | деревня         | ↗52       | сельское поселение Кривцовское    |
| 172 | Терехово                                 | деревня         | ↗11       | сельское поселение Пешковское     |
| 173 | Тимоново                                 | деревня         | ↗222      | городское поселение Солнечногорск |
| 174 | Тимофеево                                | деревня         | ↗10       | сельское поселение Кривцовское    |
| 175 | Тимошино                                 | деревня         | ↘0        | сельское поселение Кривцовское    |
| 176 | Толстяково                               | деревня         | ↗401      | сельское поселение Смирновское    |
| 177 | Трусово                                  | деревня         | ↘24       | сельское поселение Соколовское    |
| 178 | Турицино                                 | деревня         | ↗5        | сельское поселение Кривцовское    |
| 179 | Федино                                   | деревня         | →0        | городское поселение Солнечногорск |
| 180 | Фёдоровка                                | деревня         | ↘31       | сельское поселение Кутузовское    |
| 181 | Фоминское                                | деревня         | ↘0        | сельское поселение Смирновское    |
| 182 | Хметьево                                 | деревня         | ↘110      | городское поселение Солнечногорск |
| 183 | Холмы                                    | деревня         | ↗4        | сельское поселение Пешковское     |
| 184 | Хоругвино                                | деревня         | ↗125      | сельское поселение Пешковское     |
| 185 | Чашниково                                | село            | ↗412      | сельское поселение Лунёвское      |
| 186 | Чашниково                                | деревня         | ↘2355     | сельское поселение Пешковское     |
| 187 | Чепчиха                                  | деревня         | →6        | городское поселение Солнечногорск |
| 188 | Чёрная Грязь                             | деревня         | ↗179      | сельское поселение Лунёвское      |
| 189 | Шапкино                                  | деревня         | ↘0        | сельское поселение Кривцовское    |
| 190 | Шахматово                                | деревня         | ↗13       | сельское поселение Смирновское    |
| 191 | Шевлино                                  | деревня         | ↘17       | сельское поселение Соколовское    |
| 192 | Шелепаново                               | деревня         | →9        | сельское поселение Пешковское     |
| 193 | Шемякино                                 | деревня         | ↗50       | сельское поселение Лунёвское      |
| 194 | Шишовка                                  | посёлок         | ↘88       | сельское поселение Пешковское     |
| 195 | Юрлово                                   | деревня         | ↗464      | сельское поселение Кутузовское    |
| 196 | Якиманское                               | деревня         | ↗198      | сельское поселение Кривцовское    |
| 197 | Яркино                                   | деревня         | →1        | сельское поселение Смирновское    |
| 198 | 2-я Смирновка                            | посёлок         | ↘68       | сельское поселение Смирновское    |
| 199 | 5-е Горки                                | деревня         | ↘34       | сельское поселение Кутузовское    |

Комментарии
1. ↑  Внесена в учётные данные 7 января 2017 года на основании Закона Московской области № 180/2016-ОЗ «О внесении изменения в Закон Московской области «О статусе и границах Солнечногорского муниципального района и вновь образованных в его составе муниципальных образований»[36].

## Общая карта
Легенда карты:
|  | Более 50 000 жителей |
|  | 5000—20 000 жителей  |
|  | 2000—5000 жителей    |
|  | 1000—2000 жителей    |
|  | Менее 1000 жителей   |